# Цзянсу
Цзянсу́ (кит. упр. 江苏, пиньинь Jiāngsū, буквально: «Цзяннин и Сучжоу») — провинция Китайской Народной Республики, расположенная на побережье Жёлтого моря; её территория охватывает также нижнее течение реки Янцзы. 
Цзянсу является одной из важнейших провинций Китая, занимая верхние позиции по экономическому развитию, выпуску аграрной и индустриальной продукции, а также по уровню жизни населения. Территория Цзянсу издавна входила в состав китайского государства, здесь расположены некоторые из древнейших городов страны. Административный центр провинции, город Нанкин (Наньцзин), несколько раз на протяжении истории становился столицей Китая.
Согласно переписи 2020 года в Цзянсу проживало 84,748 млн человек.

## География
Топография Цзянсу в основном имеет равнинный характер, лишь на крайнем севере и западе местность становится холмистой. Самой высокой возвышенностью провинции является гора Юнтай (625 м). Длина морского побережья составляет около 1000 км. Из всех провинций Китая Цзянсу имеет самый высокий процент внутренних вод — на её территории находятся, в частности, третье по величине озеро Поднебесной — Тайху, крупные озёра Хунцзэ, Гаою-ху, Луома-ху, Вэньшань-ху и Янчэнху, а на юге протекает крупнейшая река страны — Янцзы.
Помимо этого Цзянсу пересекает построенный ещё в VII веке Императорский канал, соединяющий Янцзы с Хуанхэ и являвшийся вплоть до недавнего времени наиважнейшей транспортной артерией на оси Север-Юг. На Цзянсу приходится 690 км от всей длины канала. Протекающая по территории провинции река Хуайхэ традиционно считается географической границей между северным и южным Китаем. В древности другая великая китайская река, Хуанхэ, протекающая сейчас намного севернее, несколько раз радикально меняла своё русло, вливаясь в Хуайхэ. В последний раз Хуанхэ «рассталась» с рекой Хуай в 1855 г., после чего последняя уже не смогла влиться в своё прежнее русло и разлилась вместо этого по равнине. Позже её воды были распределены на множество ирригационных каналов.

## История
Долгое время эти земли не входили в состав единой административной структуры. Когда в 1368 году Чжу Юаньчжан провозгласил в Нанкине основание империи Мин, то области и управы на землях современных провинций Цзянсу и Аньхой были подчинены напрямую властями империи, без промежуточного звена в виде властей провинции, и этот регион получил название «Непосредственно управляемой области» (Чжили). В 1421 году сын Чжу Юаньчжана Чжу Ди перенёс столицу из Нанкина в Пекин, и земли вокруг Пекина также стали непосредственно управляемой областью; чтобы различать два региона, прежнюю непосредственно управляемую область стали называть «Южной непосредственно управляемой областью» (Нань чжили).
В 1644 году началось маньчжурское завоевание Китая. Форсировав Янцзы и присоединив эти земли к империи Цин, маньчжуры лишили их статуса непосредственно подчинённых правительству, и Южная непосредственно управляемая область империи Мин стала провинцией Цзяннань («Южное Заречье») империи Цин. В 1661 году административный аппарат провинции Цзяннань было решено разделить на Левый и Правый. В 1666 году в связи с тем, что в подчинении Правого Цзяннаньского бучжэнши находились Цзяннинская и Сучжоуская управы, эту должность стали называть Цзянсуским бучжэнши. Таким образом, этот момент можно считать началом провинции Цзянсу, хотя никакого официального образования провинции не проводилось (ещё как минимум в течение ста лет использовались формулировки вида «Цзянсуский бучжэнши Цзяннаньской провинции»), а за разные дела на территории провинции во время империи Цин отвечали разные чиновники со сложной системой подчинения, которая к тому же не раз менялась.
К началу XX века фактическую роль губернатора провинции выполнял чиновник, занимающий должность Цзянсуского сюньфу, резиденция которого находилась в Сучжоу. В 1911 году во время Синьхайской революции 3 ноября Шанхай объявил о неподчинении имперским властям, а 5 ноября цзянсуский сюньфу Чэн Дэцюань провозгласил себя в Сучжоу независимым правителем и ввёл в Цзянсу военное управление.
1 января 1912 года в Нанкине было образовано Временное правительство Китайской Республики, выбравшее президентом страны Сунь Ятсена, однако потом Китайскую Республику возглавил Юань Шикай, а столицей страны стал Пекин. После смерти Юань Шикая наступил период, известный в китайской истории как «эра милитаристов». Цзянсу много раз переходила из рук в руки, пока в апреле 1927-го не была занята Гоминьданом под предводительством Чан Кайши, который вновь сделал Нанкин столицей. Гоминьдановское правительство 29 марта 1927 года официально выделило Шанхай из состава провинции Цзянсу в отдельную административную единицу.
Во время Японо-китайской войны Цзянсу была оккупирована японскими войсками. Захватив в декабре 1937 года Нанкин, японцы провели там операцию по массовому уничтожению мирного населения и военнопленных, ставшую известной как «Нанкинская резня». В её ходе погибло, по разным оценкам, от 200 до 300 тысяч человек. 28 марта 1938 года в Нанкине японцами было создано Реформированное правительство Китайской республики во главе с Лян Хунчжи. 30 марта 1940 года Реформированное правительство Китайской республики было слито с «Временным правительством Китайской республики» в прояпонское марионеточное правительство Китайской республики во главе с Ван Цзинвэем. В 1944 году северная часть провинции Цзянсу была выделена марионеточными властями в отдельную провинцию Хуайхай (административный центр — Сюйчжоу).
Во время гражданской войны в конце 1948 года в южной части провинции Шаньдун и северных частях провинций Аньхой и Цзянсу развернулось огромное Хуайхайское сражение, итогом которого стало сокрушительное поражение гоминьдановской армии. Развернув наступление, войска коммунистов вышли на северный берег Янцзы. 20 апреля 1949 года началось форсирование Янцзы, и южная часть провинции также была очищена от гоминьдановских войск.
Для управления освобождёнными от гоминьдановской власти территориями провинции Цзянсу коммунистами были созданы Специальный административный район Субэй (苏北行政区), власти которого разместились в Тайчжоу, и Специальный административный район Сунань (苏南行政区), власти которого разместились в Уси. После образования КНР район Юньтай и города Ляньюнь и Синьхай были объединены в ноябре 1949 года в город Синьхайлянь, который вошёл в состав провинции Шаньдун; также в состав Шаньдуна был передан и Сюйчжоу.
В 1953 году специальные административные районы Субэй и Сунань были вновь объединены в провинцию Цзянсу, в состав которой были возвращены Синьхайлянь и Сюйчжоу. В 1954 году ради улучшения администрирования района озера Хунцзэху был произведён обмен территориями с провинцией Аньхой: в состав провинции Цзянсу вошёл уезд Сюйи, а в состав провинции Аньхой были переданы уезды Сусянь и Даншань. В 1958 году был расформирован Специальный район Сунцзян, а входившие в его состав административные единицы были переданы под юрисдикцию города центрального подчинения Шанхай.

## Население
С населением в 78 660 941 человек (2010) Цзянсу является не только самой густонаселённой провинцией, но и занимает пятое место по общему числу жителей. Около 99,51 % из них — ханьцы, говорящие на местном диалекте у или путунхуа. К крупнейшим нацменьшинствам относятся хуэй и мяо.
По данным переписи населения КНР 2010 года, первые пять народностей по численности населения в  провинции Цзянсу были следующие:
| Народность | Население  | Процент |
| ---------- | ---------- | ------- |
| ханьцы     | 78 276 015 | 99,51 % |
| хуэй       | 130 757    | 0,17 %  |
| мяо        | 49 535     | 0,063 % |
| туцзя      | 41 258     | 0,052 % |
| чжуаны     | 20 880     | 0,027 % |

### Демографические показатели
Население: 74,058 миллионов (городское: 34,637 млн; сельское: 39,421 млн.) (2003)

Рождаемость: 9,04 на 1000 (2003)

Смертность: 7,03 на 1000 (2003)

Соотношение полов (2000): 102,55 мужчин на 100 женщин

Среднее количество человек в семье (2000): 3.25

Процент ханьцев (2000): 99,64 %

Неграмотность (2000): 7,88 %

### Крупные города
(население в агломерации)
| - Нанкин (5,01 млн.) - Уси (2,2 млн.) - Чанчжоу (2,08 млн.) - Сучжоу (2,05 млн.) - Янчжоу (1,15 млн.) - Янчэн (Дунтай)(1,4 млн.) | - Сюйчжоу (1,12 млн.) - Наньтун (0,8 млн.) - Чжэньцзян (0,62 млн.) - Ляньюньган (0,52 млн.) - Хуайань - Тайчжоу |

## Административное деление
В административном плане провинция Цзянсу делится на двенадцать городских округов и один город субпровинциального значения:
| Карта | #          | Русское название | Китайское название | Пиньинь                           | Тип |
| ----- | ---------- | ---------------- | ------------------ | --------------------------------- | --- |
|       |            |                  |                    |                                   |     |
| 1     | Нанкин     | 南京市           | Nánjīng shì        | город субпровинциального значения |     |
| 2     | Чанчжоу    | 常州市           | Chángzhōu shì      | городской округ                   |     |
| 3     | Хуайань    | 淮安市           | Huái'ān shì        | городской округ                   |     |
| 4     | Ляньюньган | 连云港市         | Liányúngǎng shì    | городской округ                   |     |
| 5     | Наньтун    | 南通市           | Nántōng shì        | городской округ                   |     |
| 6     | Суцянь     | 宿迁市           | Sùqiān shì         | городской округ                   |     |
| 7     | Сучжоу     | 苏州市           | Sūzhōu shì         | городской округ                   |     |
| 8     | Тайчжоу    | 泰州市           | Tàizhōu shì        | городской округ                   |     |
| 9     | Уси        | 无锡市           | Wúxī shì           | городской округ                   |     |
| 10    | Сюйчжоу    | 徐州市           | Xúzhōu shì         | городской округ                   |     |
| 11    | Яньчэн     | 盐城市           | Yánchéng shì       | городской округ                   |     |
| 12    | Янчжоу     | 扬州市           | Yángzhōu shì       | городской округ                   |     |
| 13    | Чжэньцзян  | 镇江市           | Zhènjiāng shì      | городской округ                   |     |

С 2011 года в порядке эксперимента городские уезды Куньшань и Тайсин, а также уезд Шуян подчинены напрямую правительству провинции Цзянсу.

## Вооружённые силы

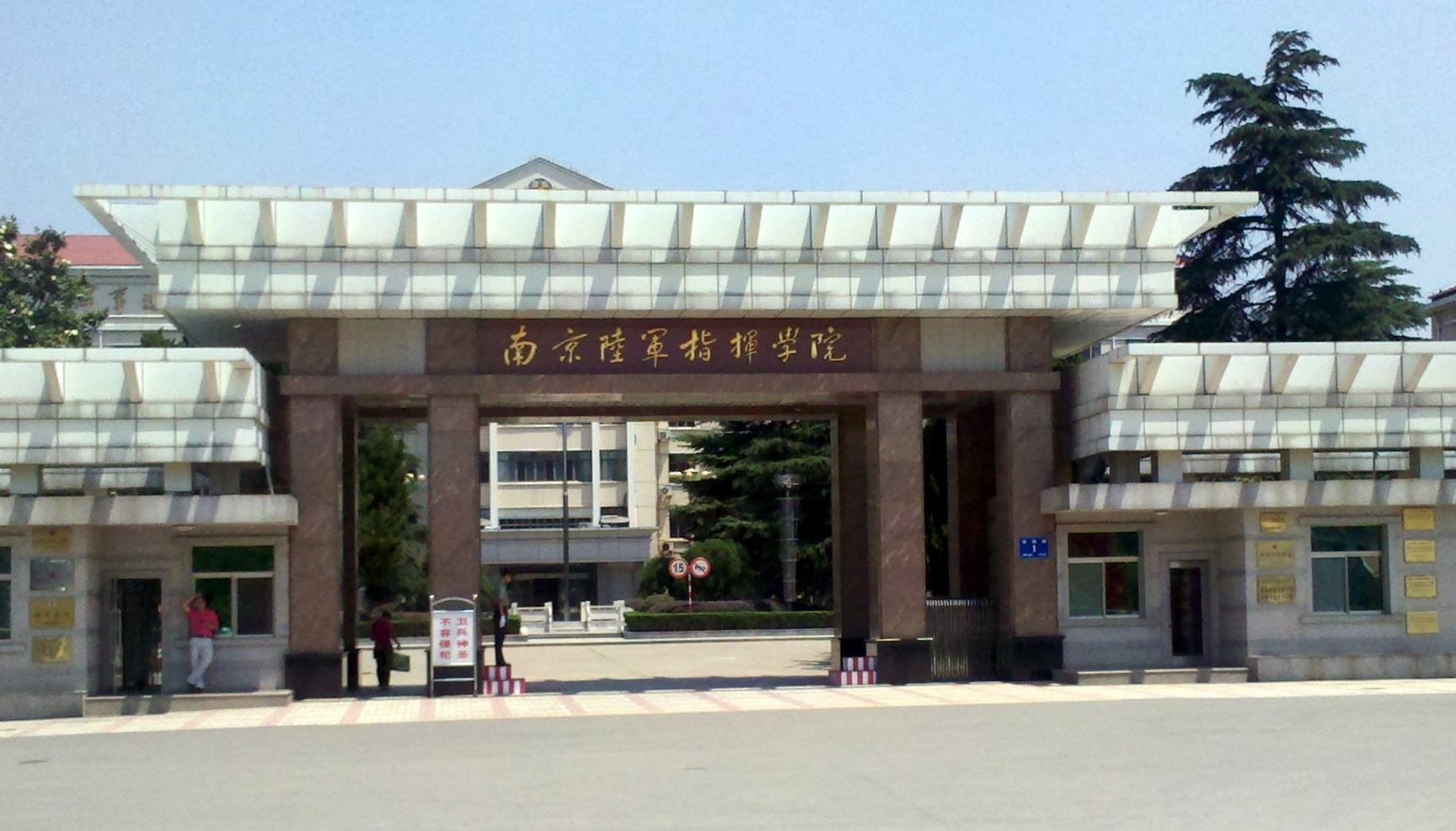
Командное училище сухопутных войск в Нанкине

В Нанкине расположены штаб Восточного военного округа, Командная академия ВМС, Инженерная академия инженерных войск, Нанкинское командное училище сухопутных войск, Метеорологическое училище ВВС, Инженерное училище связи, Институт автоматизации и Научно-исследовательский институт беспилотных летательных аппаратов при Нанкинском университете аэронавтики и астронавтики; в Уси — центр МТО Восточного военного округа и 56-й НИИ (Цзяннаньский исследовательский институт компьютерных технологий); в Сюйчжоу — штаб 71-й группы армий и Институт тыла ВВС; в Ляньюньгане — военно-морская база Восточного флота.

## Экономика

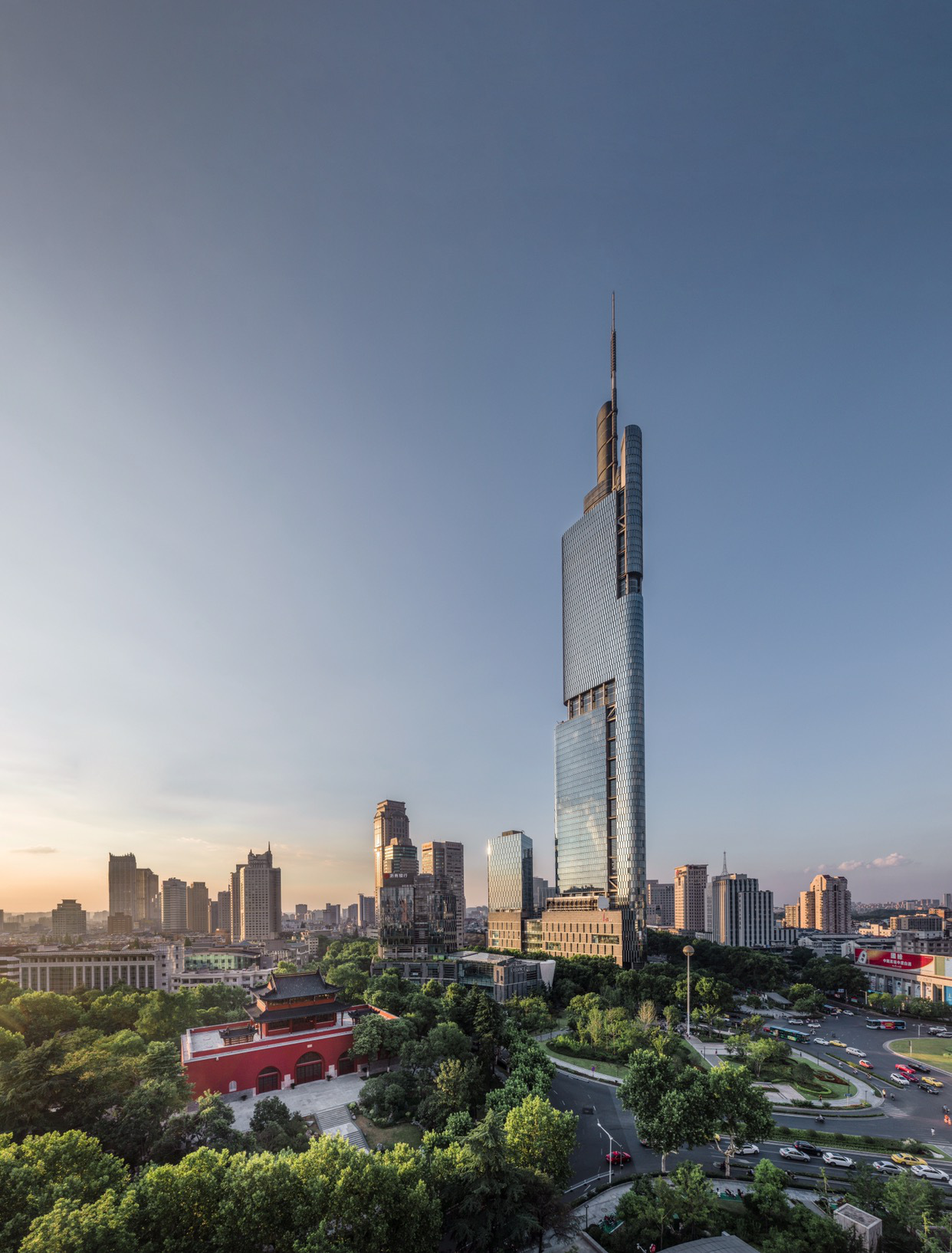
Деловой центр Нанкина

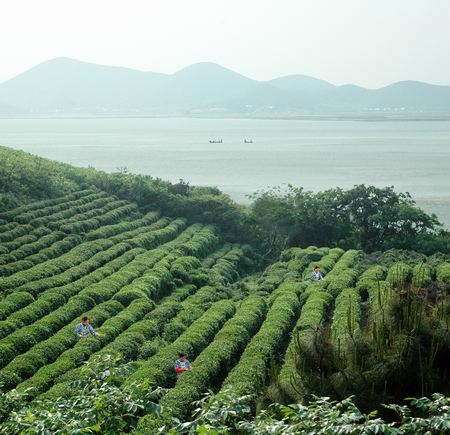
Сбор чая в Цзянсу

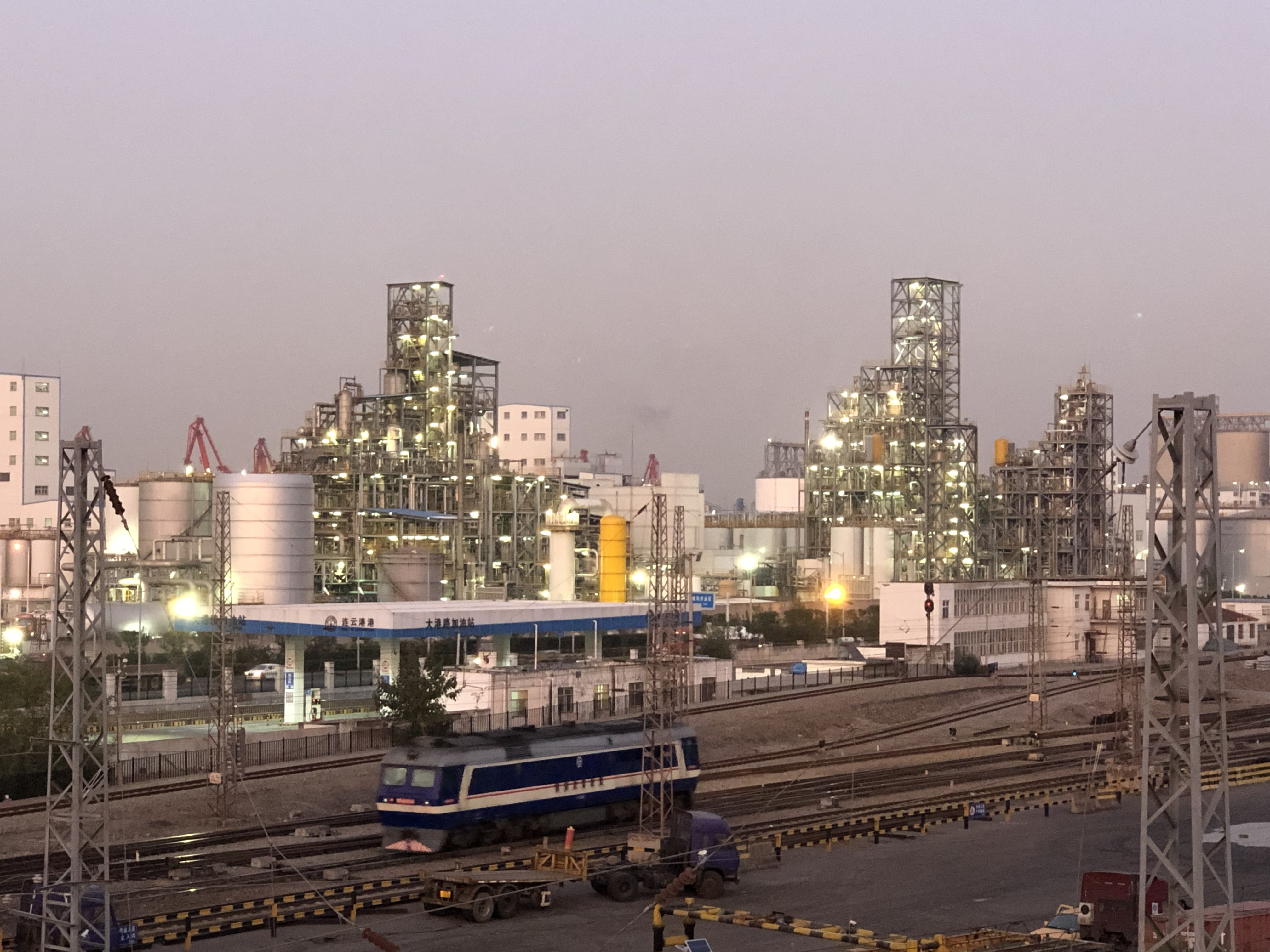
Промышленная зона в Ляньюньгане

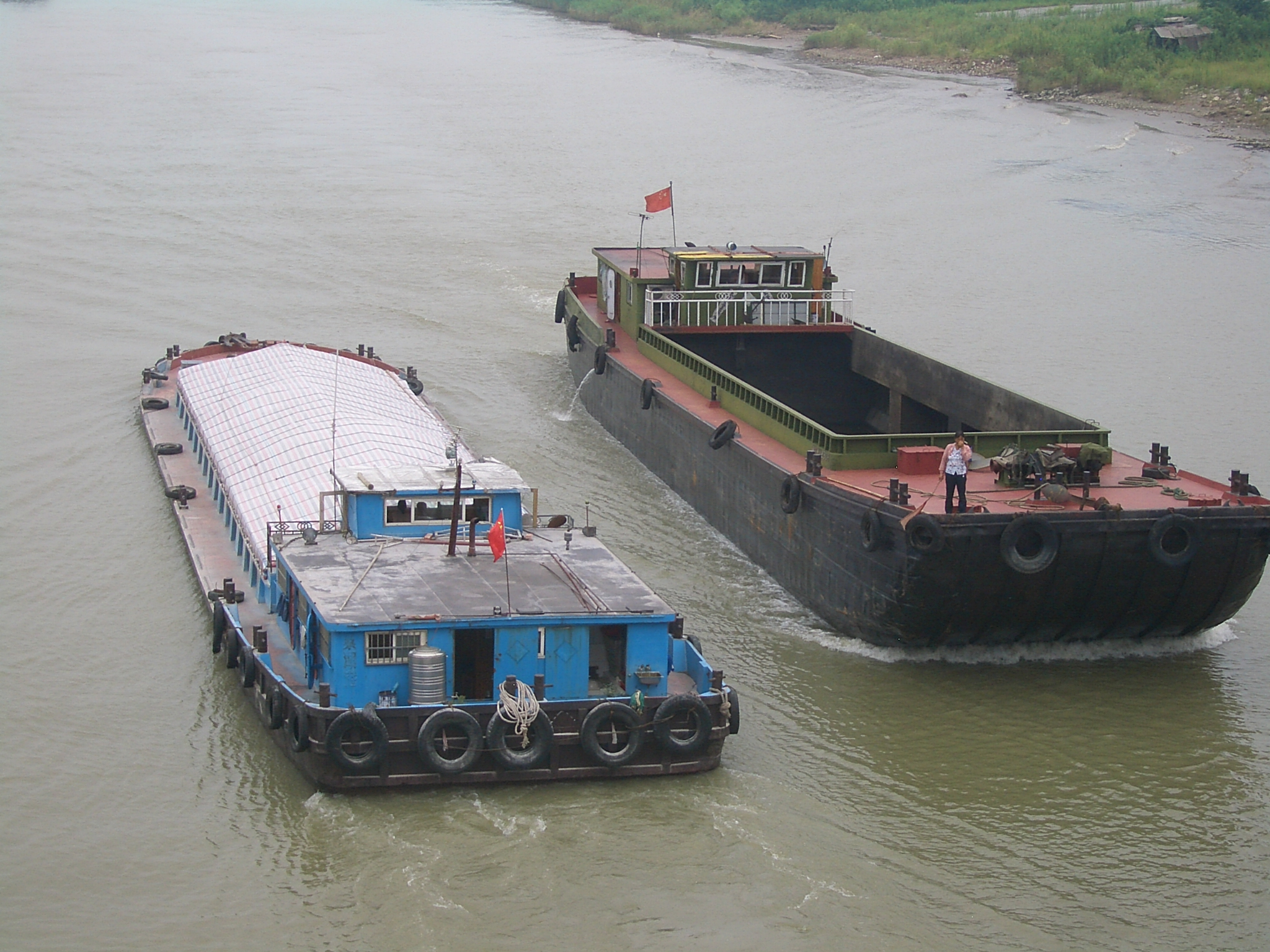
На Великом канале в Янчжоу

Цзянсу — одна из наиболее развитых в экономическом плане провинций Китая, она имеет второй по величине ВВП после Гуандуна. В 2003 году ВВП на душу населения составлял 16 796 юаней (около 2 тыс. долларов США). Среди отдельных регионов провинции наблюдается большое неравенство — так, в южных городах Сучжоу и Уси этот показатель в два раза выше среднего уровня.
По итогам 2021 года объём ВРП Цзянсу вырос на 8,6 % в годовом исчислении и достиг 11,6 трлн юаней; добавленная стоимость продукции обрабатывающей промышленности превысил 4 трлн юаней, составив 35,8 % от провинциального ВРП; объём цифровой экономики превысил 5 трлн юаней. 
Большое значение в провинции имеет частный сектор экономики. В марте 2023 года Цзянсу стала первой в Китае провинцией с 10 млн индивидуальных предпринимателей (в конце 2012 года их насчитывалось 3,48 млн). На долю индивидуальных предпринимателей приходится около 70 % всех субъектов рынка в Цзянсу. Около 90 % индивидуальных предпринимателей провинции заняты в третичном секторе экономики (сфере услуг). Всего в частном секторе Цзянсу зарегистрировано более 16,83 млн работников.
По итогам первого полугодия 2023 года ВВП провинции Цзянсу превысил 6 трлн юаней (839,68 млрд долларов США), увеличившись на 6,6 % в годовом исчислении. Добавленная стоимость в первичном секторе экономики Цзянсу составила 172 млрд юаней (+ 3,5 % в годовом выражении), во вторичном — 2,66 трлн юаней (+ 7,1 %) и в третичном — 3,2 трлн юаней (+ 6,3 %).
За первое полугодие 2023 года объем инвестиций в основной капитал вырос на 5,5 % в годовом исчислении, объем инвестиций в производство и инфраструктуру увеличился на 10,1 % и 3,6 % соответственно по сравнению с показателями аналогичного периода прошлого года. Общий объем розничных продаж потребительских товаров достиг 2,3 трлн юаней (+ 10 %), а сектор общественного питания вырос на 23,4 %.
По итогам 2023 году объем валового регионального продукта провинции Цзянсу вырос на 5,8 % в годовом исчислении до 12,82 трлн юаней (около 1,8 трлн долл. США). Добавленная стоимость в обрабатывающей промышленности Цзянсу достигла 4,66 трлн юаней, что составило 36,3 % ВРП провинции. 
В провинции Цзянсу базируются крупные компании из списков Fortune Global 500 и Forbes Global 2000, в том числе Hengli Group (производство текстиля), Suning (розничная торговля), Shagang Group и Nanjing Iron and Steel (металлургия), Shenghong Holding (производство химической продукции), Bank of Jiangsu, Bank of Nanjing и Huatai Securities (финансовые услуги), Jiangsu Yanghe Brewery (производство алкогольных напитков), Jiangsu Hengrui Medicine (фармацевтика), NARI Technology (производство электротехники и электроники), Zhongnan Construction Group (строительство), Sumec Corporation (оптовая торговля и деловые услуги).

### Промышленность
Цзянсу относительно бедна полезными ископаемыми, местные месторождения железных руд, каменного угля, нефти и газа не имеют большого значения для экономики провинции. Более развита добыча и обработка каменной соли, серы, фосфатов и мрамора. В Хуайиньском месторождении — одном из самых богатых в стране — залегает более 400 миллионов тонн каменной соли.
Исторически экономика Цзянсу ориентировалась на легкую промышленность — текстильную и пищевую. После прихода к власти коммунистов начала развиваться и тяжёлая промышленность, особенно химическая, нефтяная и производство строительных материалов. Позже к ним добавились различные отрасли машиностроения, в том числе производство сельхозтехники (Jiangsu Changfa Agricultural Equipment Company), судостроение, автомобилестроение и производство электроники. 
Экономические реформы Дэн Сяопина дали большой толчок в развитии, особенно южным городам; вскоре Уси и Сучжоу смогли обогнать столицу провинции по объёмам производства. На окраине Сучжоу возник Сучжоуский индустриальный парк — совместный китайско-сингапурский проект, единственный индустриальный парк в Китае, целиком являющийся инвестицией одной-единственной страны.
В последние годы активно развивается производство гибридных и электромобилей, автомобильных комплектующих, в том числе аккумуляторов, аэрокосмической продукции, в том числе компонентов реактивных пассажирских самолетов, авиадвигателей, авиационных материалов, бортовых систем и беспилотных летательных аппаратов.

### Сельское хозяйство

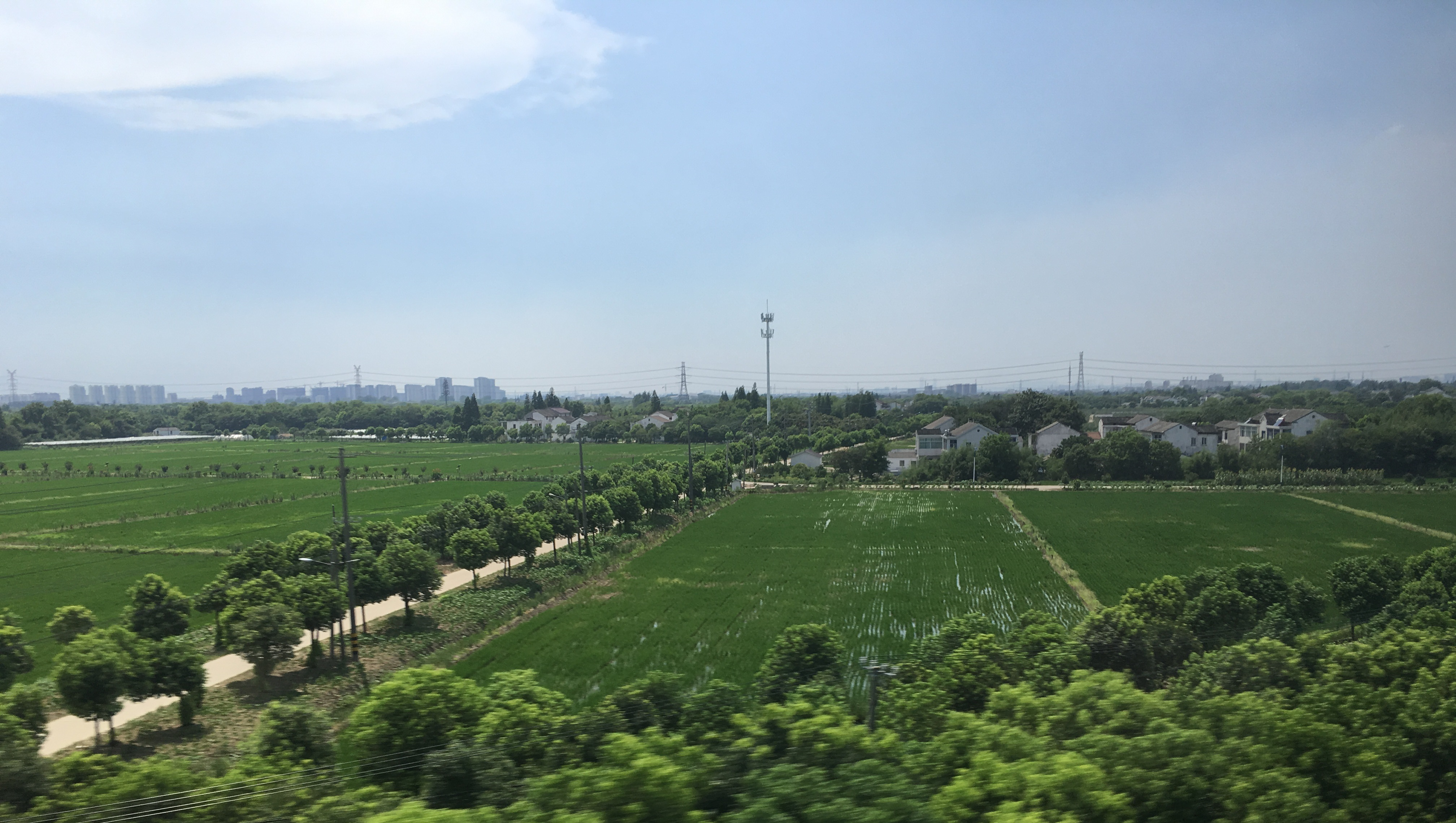
Рисовые поля в Уси

Равнинные ландшафты и отлично развитая ирригационная система обуславливают высокий уровень производства сельского хозяйства в Цзянсу. На большей части территории провинции (южнее Хуайхэ) возделывается рис, в северных районах — пшеница. Большое значение имеют также кукуруза и сорго. Помимо этого, аграрный сектор Цзянсу занимается взращиванием хлопка, сои, арахиса, рапса, кунжута, конопли и чая. К менее важным земледельческим культурам провинции относятся мята, бамбук, целебные травы, яблоки, груши, персики, гинкго и локат. Регион озера Тайху издревле считается центром шелководства в Китае. В секторе животноводства и птицеводства больше всего разводят свиней, кур и уток.
По состоянию на 2022 год основными культурами являлись поливной рис (33 млн му / 2,2 млн га), масличные культуры (4,5 млн му), соя и кукуруза (600 тыс. му). В 2024 году площадь клубничных плантаций составила около 20 тыс. га, а годовое производство — более 500 тыс. тонн ягод.

### Энергетика
Значительная часть электроэнергии поступает в Цзянсу из других провинций, в том числе по линии электропередач постоянного тока сверхвысокого напряжения от ГЭС Байхэтань. Вдоль морского побережья Цзянсу построено несколько крупных ветряных электростанций как наземного базирования, так и шельфового.
По итогам 2023 года объем торговли экологически чистой электроэнергией в провинции Цзянсу достиг 5,2 млрд кВт-ч.

### Связь
К концу 2020 года в Цзянсу было построено в общей сложности 71 тыс. базовых станций 5G. Покрытие 5G охватило все города, центральные поселки и промышленные парки провинции, а также метро, скоростные дороги и аэропорты. Число пользователей мобильных телефонов с поддержкой 5G в Цзянсу достигло 17,78 млн человек.

### Внешняя торговля и иностранные инвестиции
В 2020 году объём фактически использованных прямых иностранных инвестиций в провинции Цзянсу вырос на 8,6 % до 28,38 млрд долл. США (по данному показателю Цзянсу заняла первое место в стране). Объём фактически использованных ПИИ в секторе обрабатывающей промышленности составил 9,18 млрд долл.
По итогам 2021 года объём внешней торговли провинции Цзянсу достиг 5,21 трлн юаней (около 821 млрд долл. США), увеличившись на 17,1 % в годовом выражении. На Цзянсу пришлось 13,3 % от общего объёма внешней торговли Китая за 2021 год. Экспорт провинции увеличился на 18,6 % по сравнению с 2020 годом и достиг 3,25 трлн юаней, импорт вырос до 1,96 трлн юаней, увеличившись на 14,8 % по сравнению с 2020 годом. Главными торговыми партнёрами Цзянсу являлись Европейский союз, АСЕАН, США, Республика Корея и Япония.
Кроме того, по итогам 2021 года объем фактически использованных прямых иностранных инвестиций достиг 28,85 млрд долл. США (по этому показателю провинция вновь заняла первое место в Китае). По итогам 2022 года объем фактически использованных прямых иностранных инвестиций вырос на 5,7 % в годовом исчислении и составил 30,5 млрд долл. США.
По итогам 2023 года объем внешней торговли провинции Цзянсу достиг 5,25 трлн юаней (738 млрд долларов США), что составило 12,6 % от совокупного показателя страны за указанный период. Экспорт Цзянсу составил 3,37 трлн юаней, а импорт — 1,88 трлн юаней. Объем внешней торговли частного сектора провинции вырос до 2,37 трлн юаней, на его долю пришлось 45,2 % от общего показателя провинции. Основной рост экспорта пришёлся на мобильные телефоны, морские суда, транспортные средства на новых источниках энергии, литий-ионные батареи и фотоэлектрическую продукцию.

### Благосостояние
В провинции Цзянсу, как и в большинстве провинций Китая, минимальная заработная плата устанавливается разного уровня, в зависимости от уровня развития провинции, её районов и стоимости жизни. В провинции Цзянсу существует три уровня минимальной заработной платы. По состоянию на 2022 год минимальный размер оплаты труда в провинции Цзянсу составлял по районам: зона А — 2280 юаней ($357,46) и 22 юаней ($3,45) в час, зона B — 2070 юаней ($324,54) и 20 юаней ($3,14) в час, зона C — 1840 юаней ($288,49) и 18 юаней ($2,82) в час.

## Транспорт

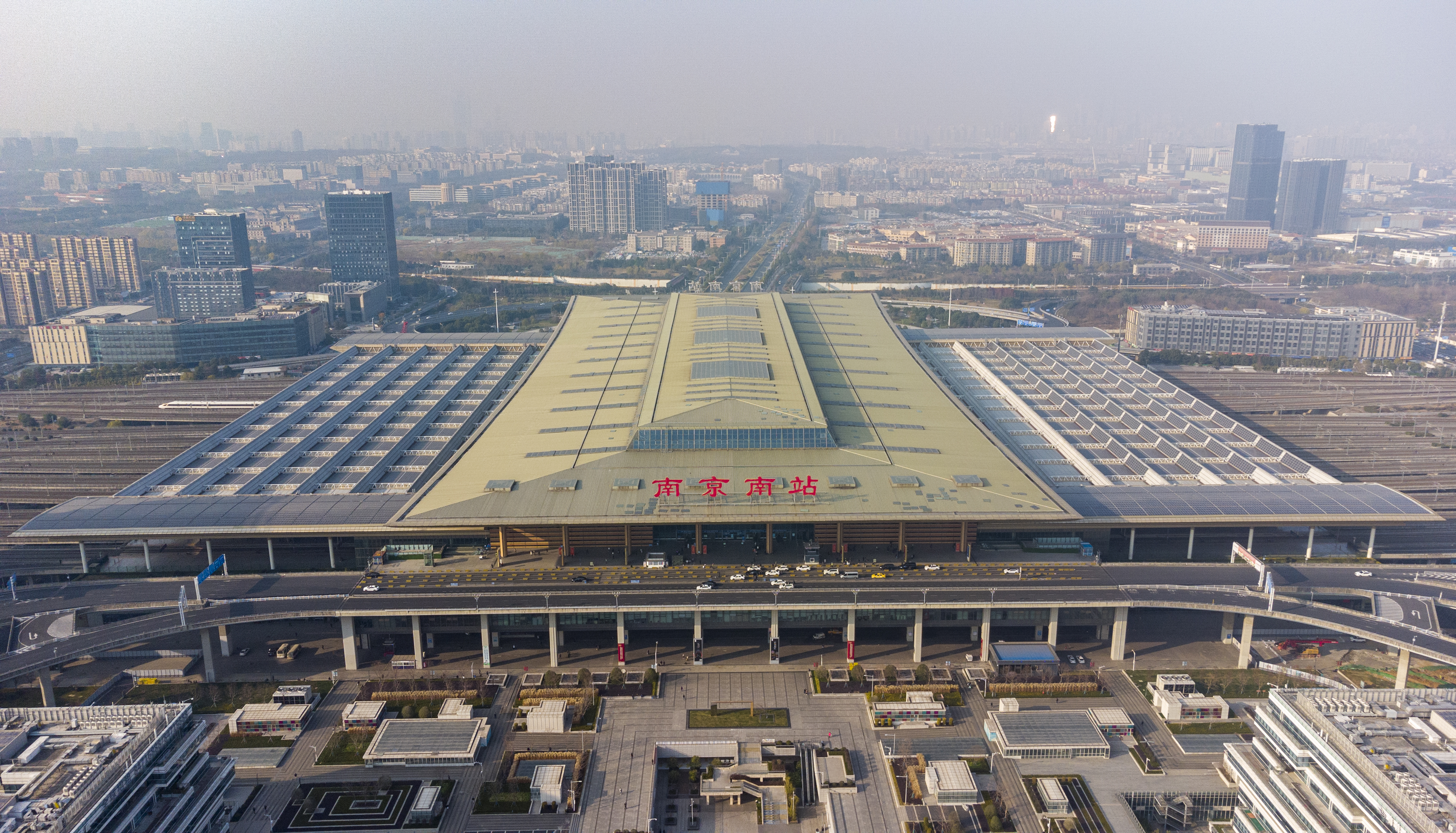
Южный вокзал Нанкина

По состоянию на 2023 год в провинции работали 24 железнодорожных маршрута в рамках международных грузоперевозок Китай — Европа и Китай — Азия, которые охватывали более 20 стран Европы и Азии; имелись десять портов с грузооборотом в 100 млн тонн и выше каждый; было открыто 89 международных морских контейнерных маршрутов, а комплексная пропускная способность местных портов Цзянсу превысила 2,3 млрд тонн.

### Железнодорожный
Важное значение имеют грузовые железнодорожные перевозки по маршрутам Китай — Европа и Китай — Азия, которые курирует компания Jiangsu International Rail Freight Express. По итогам 2021 года из провинции Цзянсу в рамках грузового железнодорожного сообщения Китай — Европа было совершено 1,8 тыс. рейсов, что на 29 % больше по сравнению с 2020 годом. Общая стоимость товаров, перевезённых грузовыми составами, достигла 25,6 млрд юаней (около 4 млрд долларов США), увеличившись на 67,7 % в годовом исчислении.
В 2022 году в провинции Цзянсу по маршрутам международных железнодорожных грузоперевозок Китай — Европа в обоих направлениях курсировало 1973 грузовых поезда (+ 9,6 % в годовом исчислении).

### Авиационный
В 2020 и 2021 годах девять аэропортов провинции Цзянсу обслужили 13 686 международных грузовых авиарейсов.

### Водный
Протяженность береговой линии Цзянсу составляет 954 км, а площадь морской акватории — 37 500 кв. км. По итогам 2021 года валовой продукт морского хозяйства Цзянсу увеличился на 12,5 % в годовом исчислении и достиг 924,9 млрд юаней (138,7 млрд долл. США), составив 7,9 % валового регионального продукта провинции и 10,2 % валового продукта морского хозяйства страны. В первом квартале 2022 года грузооборот речных и морских портов Цзянсу составил 630 млн тонн, что на 6,2 % больше, чем годом ранее, а объём контейнерных перевозок вырос на 6,3 % в годовом исчислении до 5,12 млн стандартных контейнеров.

## Наука

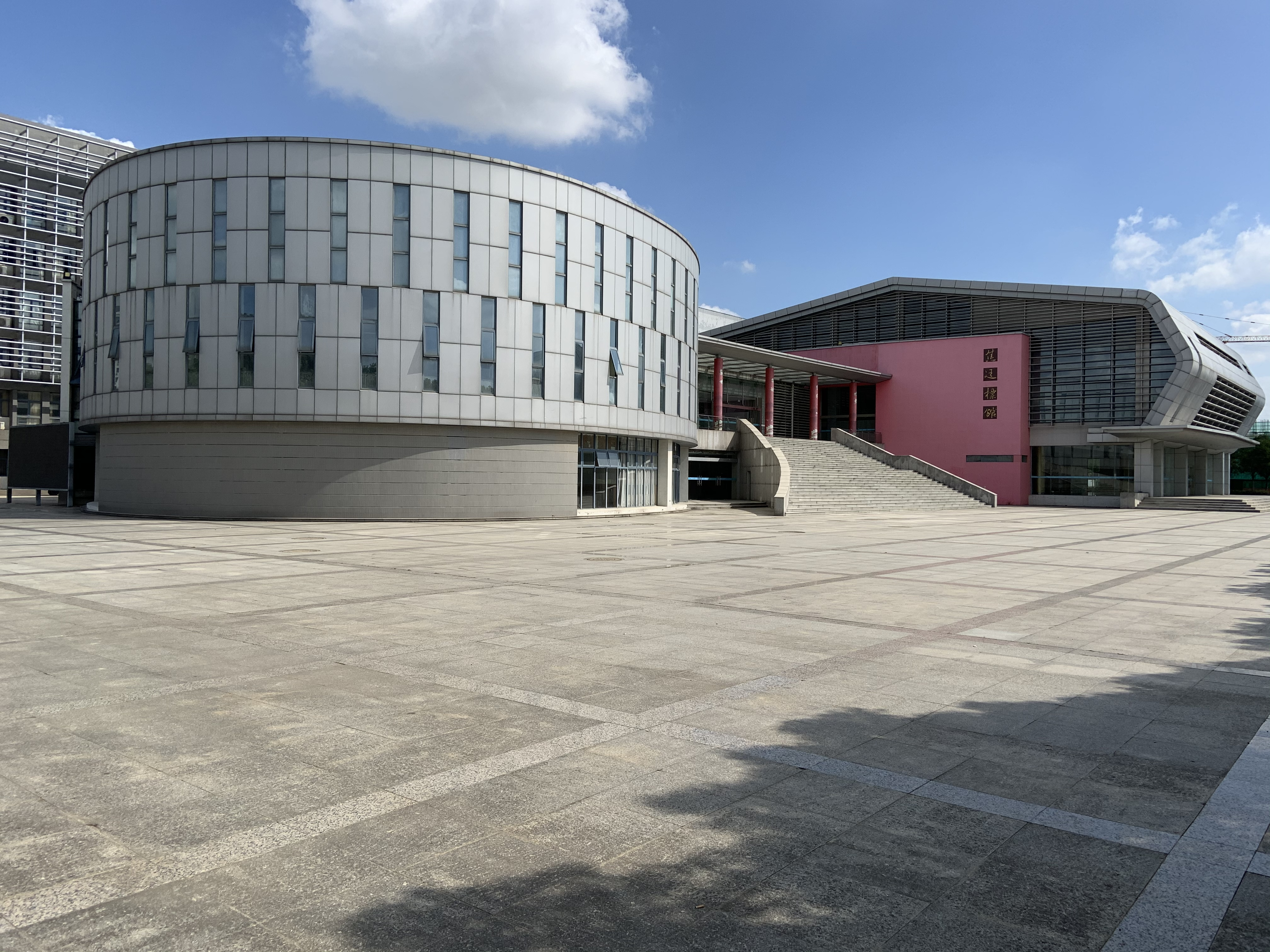
Юго-восточный университет

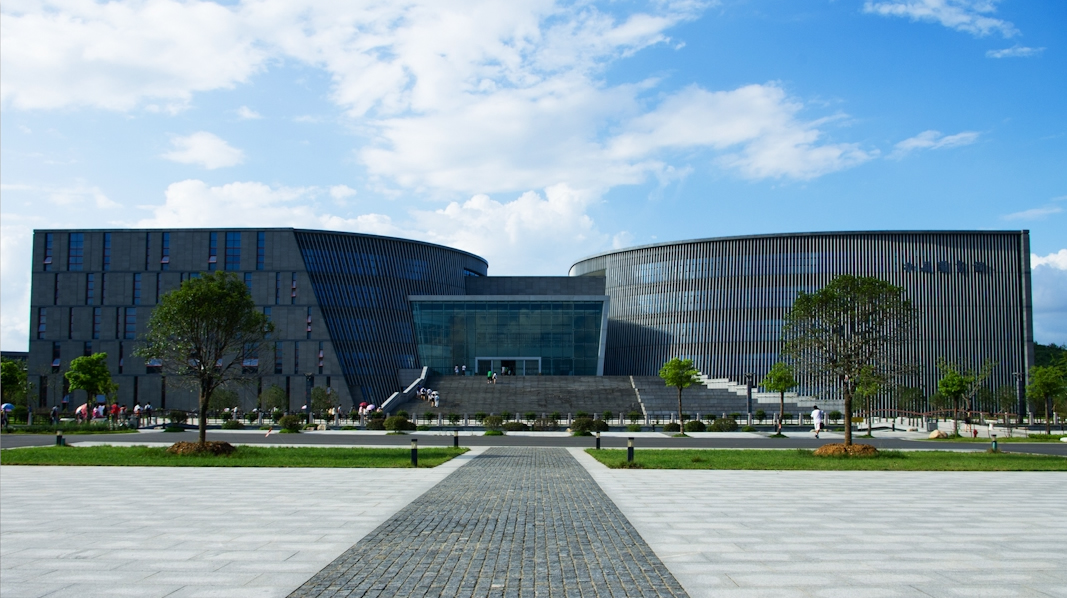
Нанкинский университет

Ведущими научно-исследовательскими учреждениями провинции Цзянсу являются Юго-восточный университет (Нанкин), Нанкинский университет, университет Сучжоу (Сучжоу), университет Цзяннань (Уси), университет Цзянсу (Чжэньцзян), Нанкинский медицинский университет, Нанкинский университет аэронавтики и астронавтики, Нанкинский университет науки и технологии, Китайский фармацевтический университет (Нанкин), Китайский горно-технологический университет (Сюйчжоу), Нанкинский технологический университет, Нанкинский сельскохозяйственный университет, университет Хохай (Нанкин), Нанкинский университет почты и телекоммуникаций, Институт нанотехнологий и нанобионики Китайской академии наук (Сучжоу), университет Янчжоу (Янчжоу), Нанкинский университет информационных наук и технологий, университет Чанчжоу (Чанчжоу).
Другими важными научно-исследовательскими учреждениями провинции Цзянсу являются Наньтунский университет (Наньтун), Нанкинский педагогический университет, Медицинский университет Сюйчжоу, Нанкинский университет лесного хозяйства, Академия сельскохозяйственных наук Цзянсу (Нанкин),  Нанкинский университет китайской медицины, Педагогический университет Цзянсу (Сюйчжоу), Нанкинский ботанический сад Китайской академии наук, Институт почвоведения Китайской академии наук (Нанкин), Технологический институт Яньчэна (Яньчэн), Сиань Цзяотун-Ливерпульский университет (Сучжоу), Инженерный университет НОАК (Нанкин).

## Здравоохранение

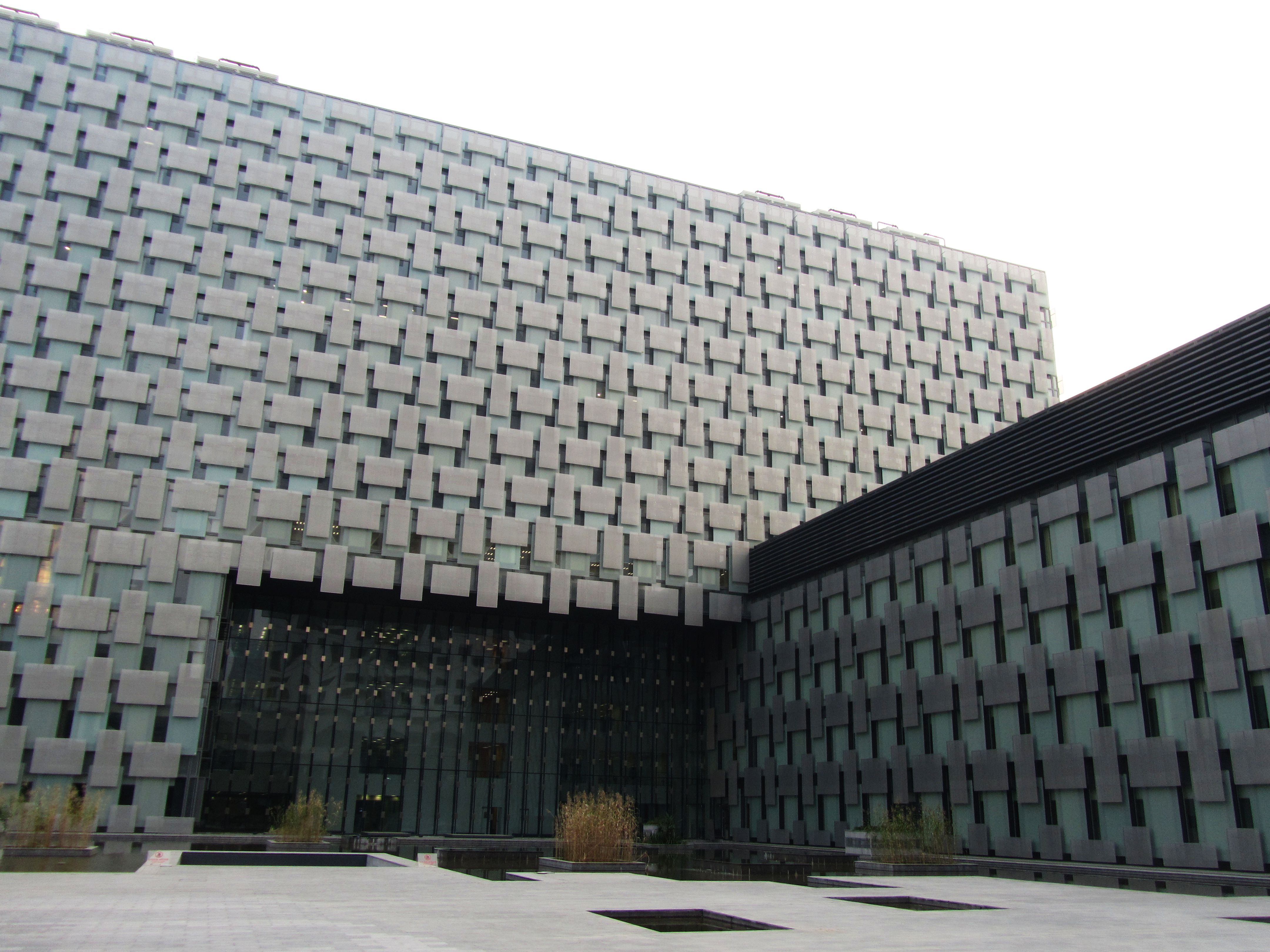
Больница Гулоу (Нанкин)

Ведущими научно-исследовательскими и лечебными учреждениями провинции Цзянсу являются больница Цзиньлин Нанкинского университета, Раковая больница Цзянсу Нанкинского медицинского университета, Первая и Вторая аффилированные больницы Нанкинского медицинского университета, Первая, Вторая и Третья аффилированные больницы университета Сучжоу, Детская больница университета Сучжоу, Нанкинская первая больница, больница университета Цзяннань (Уси), больница Чжунда Юго-восточного университета (Нанкин), Центральная больница Сюйчжоу (Сюйчжоу), больница Наньтунского университета (Наньтун), Народная больница университета Цзянсу (Чжэньцзян), Первая народная больница (Уси).
Другими важными научно-исследовательскими и лечебными учреждениями провинции Цзянсу являются больница Нанкинского университета китайской медицины.

## Достопримечательности
- Линшаньский Будда Шакьямуни — статуя Будды высотой 88 метров.